# José Carmelo Trujillo Socorro
José Carmelo Trujillo Socorro (Las Palmas de Gran Canaria, 17 de maig de 1965) és un exfutbolista canari, que ocupava la posició de porter.

## Trajectòria
Format al planter de la UD Las Palmas, el 1986 fitxa pel Recreativo de Huelva. Eixa temporada és el tercer porter, però a esdevé titular a la recta final de la campanya. A la següent disputa 20 partits amb els onubencs.
L'estiu de 1988 fitxa pel Reial Betis, amb qui debuta a primera divisió. Durant dues temporades seria suplent, fins que es fa amb la titularitat la temporada 90/91, en la qual el Betis és cuer de la màxima categoria, tot retornant a la suplència la temporada 91/92.
Posteriorment, la seua carrera ha prosseguit per la Segona Divisió B i la Tercera en equips com el Reial Múrcia CF, el Cartagonova, l'AD Mar Menor o l'Écija Balompié.